# Anna Maria
Anna Maria és una població dels Estats Units a l'estat de Florida. Segons el cens del 2000 tenia 1.814 habitants.

## Demografia
Segons el cens del 2000, Anna Maria tenia 1.814 habitants, 897 habitatges, i 572 famílies. La densitat de població era de 897,9 habitants per km².
Dels 897 habitatges en un 14,3% hi vivien nens de menys de 18 anys, en un 55,4% hi vivien parelles casades, en un 6,5% dones solteres, i en un 36,2% no eren unitats familiars. En el 29,9% dels habitatges hi vivien persones soles el 16,4% de les quals corresponia a persones de 65 anys o més que vivien soles. El nombre mitjà de persones vivint en cada habitatge era de 2,02 i el nombre mitjà de persones que vivien en cada família era de 2,46.
Per edats la població es repartia de la següent manera: un 12,5% tenia menys de 18 anys, un 3,3% entre 18 i 24, un 14,9% entre 25 i 44, un 36,2% de 45 a 60 i un 33,2% 65 anys o més.
L'edat mediana era de 56 anys. Per cada 100 dones de 18 o més anys hi havia 88,3 homes.
La renda mediana per habitatge era de 40.341 $ i la renda mediana per família de 51.628 $. Els homes tenien una renda mediana de 40.125 $ mentre que les dones 24.934 $. La renda per capita de la població era de 28.767 $. Entorn del 10,8% de les famílies i el 10,5% de la població estaven per davall del llindar de pobresa.